# Мурафа (річка)
Мура́фа — річка в Україні, в межах Жмеринського та Могилів-Подільського  районів Вінницької області. Ліва притока Дністра (басейн Чорного моря).

## Опис
Довжина 163 км, площа басейну 2 410 км². Похил річки 1,6 м/км. Долина у верхній течії V-подібна, з крутими, розчленованими схилами. Глибина долини у пониззі до 80—120 м, ширина 1—1,5 км. Заплава двобічна, у верхній течії заболочена, на окремих ділянках майже відсутня; її ширина у верхів'ях 50—120 м, у середній та нижній течії — 200—600 м. Річище у верхній течії слабозвивисте, замулене, нижче — кам'янисте, є пороги. Ширина річки 15—20 м (найбільша — 58 м), глибина на порожистих ділянках 0,1—0,5 м, на плесах — 1,5—3,5 м.
На Мурафі збудовано чимало гребель та водосховищ ГЕС і млинів: в с.Володіївці, Саїнка, Мазурівка площею близько 10-12 га кожне, в с. Скалопіль площею понад 80 га. Невеликі стави є біля ГЕС в с. Букатинка, Мервинці, Слобода-Бушанська, Буша, Петрашівка, Гальжбіївка, Улянівка, та значного впливу на регулювання стоку води вони не мають. Витрати води р. Мурафа в с. Мазурівка Могилів-Подільського району становлять 2,5-3 м. куб/сек, нижче Буші Могилів-Подільського району — 2,85-4,7 м. куб/сек.
Живлення річки — переважно снігове й дощове. На річці функціонують ГЕС:в с. Мазурівка, Скалопіль, Івонівка, Слобода Бушанська, Петрашівка, Біла. Готуються до пуску ГЕС у Володіівці та Саінці. Воду Мурафи використовують для водопостачання, гідроенергетики та зрошування. Практикується риборозведення.

## Розташування
Мурафа тече Подільською височиною спершу на південний схід (місцями на схід), далі поступово повертає на південь і південний захід. У пониззі знову тече на південь та південний схід. Впадає до Дністра на південний захід від міста Ямполя.

## Притоки

### Ліві
- Липова,
- Річка без назви (балка Глибичек) - протікає у Жмеринському районі. Бере  початок на північному заході від Слободи-Чернятинської. Тече переважно на південний схід понад Голубівкою і у Слободі-Носковецькій впадає у Мурафу за 138 км від її гирла. Довжина річки 14 км.  Площа басейну 36,5 км².
- Таранька,
- Кам'яниця - мала річка у с. Тарасівка[1]
- Клекотинка,
- Струмок Галаків,
- Суха,
- Вазлуй,
- Бушанка;

### Праві
- Садківка,
- Річка без назви - протікає у Шаргородському й Чернівецькому районах. Бере початок на північному заході від Лісничівки. Тече переважно на південний схід і в Саїнці впадає в Мурафу за 70 км від її гирла. Довжина річки 14 км. Площа басейну 36,6 км². На деяких ділянках пересихає.
- Мурашка,
- Річка без назви (балка Глибичек) - протікає у Чернівецькому районі. Бере  початок на південному сході від Гонтівки. Тече переважно на південний схід через присілок Скалопіль і впадає у Мурафу за 52 км від її гирла. Довжина річки 6 км. Площа басейну 12 км².
- Лозова.

- Бузьків Яр - струмок у с. Довжок.[2]

## Цікаві факти
Долина річки облаштована ставками. Перший ставок у селі Мальчівці Барського району. Далі річка від цього ставу тече по широкій розлогій долині, її ширина від 15 до 30 м. Долина з Барського району переходить у Жмеринський біля села Кудіївці.
На межі районів з'являються перші поклади вапняку — залишки Сарматського моря. Ці вапняки з давніх часів використовувались для будівництва і випалювання вапна. Тут є багато кар'єрів та зарослих воронок. Цей рельєф нагадує місячний ландшафт. Тут    місцеві дослідники знайшли рідкісну рослину Червоної книги України — сон білий. Далі долина річки від села Кудіїці до села Олександрівки дуже заболочена, заросла очеретом, рогозом, осокою. Це пов'язано з колишніми дренажними системами і штучною зміною русла, що призвело до негативних наслідків.
На правому березі східніше розміщуються селище Шевченкове, село Носківці, хутір Демків, село Олексіївка, трохи далі від річки — село Кам'яногірка. На лівому березі села: Олександрівка, Слобода-Носковецька, Станіславчик, селище Травневе, село Тарасівка.
На території району по річці Мурафа розміщуються 4 великі ставки:  Олександрівський — 1,5 км, Носківецький — 2,5 км, Станіславчицький — 3,5 км, Тарасівський — 1,5 км.
Цікавими об'єктами природи є джерела — підземні річки по берегах Мурафи. Біля села Носківці на лівому березі річки в урочищі Тартак є два джерела підземної річки, що витікають з вапняків з великою швидкістю — до 20 м/хв. Ширина їхніх русел сягає 1,5 м. Це так звані Вусикові криниці. За якістю води вони не поступаються знаменитій «Регіні». Цю воду колись набирали і везли в Петроград на прохання хворого поета С. Я. Наданні, що два роки проживав у селі Носківцях у маєтку поміщиці-меценатки Ю. С. Пащенко. Вода була лікувальною для поета.
За 1,5 км від цього місця, вгорі, розташоване урочище Безова долина, в якій є невелике джерело з доброю водою, і струмок, що впадає в річку. Тут же, в урочищі Тартак, на правому березі впадає притока Куртова з глибокою V-подібною долиною, та східніше річка Морозко, що бере початок в центрі Носковець біля відомих Морозових криниць. Вони живлять водою весь водогін села. За ці криниці згадується у «Трудах Подольского епархиального комитета» за редакцією Сіцінського. (Кам'янець-Подільський 1908 р.). Далі від урочища Тартак розміщується урочище Запір. Ця територія раніше була зайнята ставком. Тут збереглися багато рідкісних водних рослин, а також тварин. Трапляються ондатри, видри. Цікавим джерелом, що живить річку Мурафу, є на правому березі струмок, який витікає з підземної річки в урочищі Ґуральня, що біля села Травневе. Вода тут також високої смакової якості. До революції тут був спиртовий завод-ґуральня. Далі, через кілометр від Ґуральні над трасою Жмеринка — Шаргород, біля млина, на цьому ж березі є ще одне джерело-криниця, що живить Мурафу. Вода має високі смакові якості. Старожили с. Травневого розповідають, що раніше євреї з с. Станіславчика і м. Жмеринки приїжджали сюди брати воду на чай. Через два кілометри на цьому березі є ще одне джерело — піддземна річка Кам'яна. Вода з нього витікає з великою швидкістю і бризками. Трохи далі від нього розміщено село Кам'яногірка. Далі, на східній окраїні району, після Тарасівського ставка в Мурафу впадає невелика права притока, на якій є водоспад заввишки до 3 м. Вода падає з двох уступів. Раніше була побудована турбіна вчителем Василем Павловичем Тиквачем, що виробляла електричний струм.